# ملعب كوريخيدورا
ملعب لا كوريغيدور (بالإسبانية: Estadio Corregidora)‏ هو ملعب كرة قدم بمدينة برشلونة في المكسيك، وهو الملعب الرئيسي لنادي كويريتارو. حيث تصل طاقة الملعب الاستيعابية إلى 35,575 ألف متفرج. افتتح الملعب في 2 فبراير 1985.
استضاف الملعب العديد من المنافسات منها كأس العالم لكرة القدم 1986.